# Grauer Schimme
Der Graue Schimme ist ein 3053 m ü. A. hoher Berggipfel in der Granatspitzgruppe in Osttirol. Er liegt an der Grenze der Gemeindegebiete von Kals am Großglockner und Matrei in Osttirol im Muntanitzkamm. Weitere Namen für den Gipfel sind Grauer Schimmel und Graue Gimme. Die Namensherkunft des Berges leitet sich aus dem romanischen gimbus für Höcker oder Buckel ab und kann als düsterer, grauer Kopf übersetzt werden. Benachbarte Gipfel sind der südöstlich gelegene Große Muntanitz und der Luckenkogel im Norden.

## Gipfelaufbau
Der Graue Schimme liegt zwischen der Schimmescharte (2912 m ü. A.) im Nordosten und der Grauscharte im Westen (3000 m ü. A.), an die sich der Graukogel (2983 m ü. A.) anschließt. Im Nordosten besteht ein Verbindungsgrat zum Großen Muntanitz. Östlich des Grauen Schimme liegt das Südliche Loameskees, im Süden reicht das Muntanitzkees bis fast an den Gipfel heran.

## Anstiegsmöglichkeiten
Der Normalanstieg auf den Grauen Schimme erfolgt von der Oberen Taxeralm (1653 m ü. A.) bei der Felbertauern Straße. Der Weg führt zunächst markiert auf die Kessleralm (1923 m ü. A.) und danach weglos entlang des Petersbaches und über Geländerücken in eine Höhe von rund 2800 Metern zum kleinen Muntanitzkees. Danach verläuft der Anstieg weiter an dessen linkem Rand zu einer Scharte unterhalb des Westgrates. Der Schlussanstieg erfolgt ohne nennenswerte Kletterstellen über den steinigen Rücken des Westgrates.
Eine weitere Anstiegsmöglichkeit bietet der Aufstieg vom Kalser Tauernhaus. Der kurze, steile Nordgrat weist jedoch Kletterstellen im Schwierigkeitsgrad III auf.